# Боткины
Боткины — династия русских купцов.
Выходец из посадских людей города Торопца, Дмитрий Кононович Боткин первым перешёл в Москву, по-видимому, в 1791 году. Его брат, Пётр Кононович (1781—1853) — московский купец первой гильдии, «пионер чайного дела в России», потомственный почётный гражданин Москвы. Не получив образования, привлекал к себе видных деятелей культуры: А. С. Пушкина, А. В. Кольцова, И. И. Панаева, профессора Т. Н. Грановского. Его старший сын Василий как-то заметил: «отец при всём невежестве был очень неглуп и в сущности добр.»

## Династия
У Петра Кононовича было 9 сыновей и 5 дочерей. Всем им он дал хорошее образование, прививал любовь к знаниям и искусству. В 1854 году семейное предприятие преобразовано в торговый дом «Петра Боткина Сыновья», владельцами которого стали братья — Василий, Дмитрий, Пётр и Михаил Петровичи Боткины.
- Пётр Кононович Боткин
  - Василий Петрович (1812—1869) — известный публицист и литературный критик, писал статьи об искусстве дружил с В. Г. Белинским и А. И. Герценом. Самое известное его произведение — «Письма об Испании» (1847—1849).
  - Николай Петрович (1813—1869) — путешественник и литератор.
  - Екатерина Петровна (1824—1904) — жена Ивана Васильевича Щукина (1817—1890), мать коллекционеров Сергея, Дмитрия и Петра Щукиных
  - Мария Петровна (1828—1894) — жена поэта А. А. Фета
  - Дмитрий Петрович (1829—1889) — прославился как собиратель живописи и графики западноевропейских и русских художников XIX века. Помогал в собирательстве и своему родственнику и близкому другу П. М. Третьякову. В дар Третьяковской галерее он принес картину Ф. А. Васильева «После грозы». Вёл серьезную общественную работу: с 1882 по 1889 год (до самой смерти) он бы председателем Московского общества любителей художеств, состоял членом Московского художественного общества В 1884 году он был избран почетным членом Академии художеств.
    - Сергей Дмитриевич (1869—1945) — русский дипломат, общественный деятель. Свою часть коллекции увёз в 1896 году в Париж.
    - Пётр Дмитриевич. Его собрание живописи (130 полотен), осталось в России. В 1917 году часть из этих картин, в том числе полотно Поля Делароша «Дети Эдуарда IV», попали в ГМИИ. Жена — Софья Михайловна, её портрет работы Серова (1899), представлен на Всемирной выставке в Париже и получил европейское признание.

  - Пётр Петрович (1831—1907) — глава семейной фирмы после смерти отца, П. К. Боткина
    - Дочь Анна Петровна (ум. после 1918) — в замужестве Андреева; страдала психическим заболеванием, длительное время лечилась в психиатрической больнице в Париже.
    - Дочь Надежда Петровна (1858—1935) — жена И. С. Остроухова
    - Дочь Вера Петровна (1862—1916) — жена Н. И. Гучкова.

  - Сергей Петрович (1832—1889) — врач-терапевт, лейб-медик Александра II и Александра III, общественный деятель. Высказал предположение об инфекционной природе катаральной желтухи (гепатита), получившей впоследствии его имя — «болезнь Боткина».
    - Сергей Сергеевич (1859—1910) — врач, профессор Военно-медицинской академии и коллекционер живописи. Был женат на дочери Павла Михайловича Третьякова, Александре (1867—1959).
      - Его дочь — А. С. Хохлова — киноактриса, заслуженная артистка РСФСР.

    - Евгений Сергеевич (1865—1918) — врач, лейб-медик царской семьи. Разделив тяготы изгнания с бывшим царем, он разделил с ним и смерть.
      - Юрий Евгеньевич (1896—1941)
      - Дмитрий Евгеньевич (1894—1914),
      - Глеб Евгеньевич (1900—1969)
      - Его дочь, Т. Е. Мельник-Боткина (1898—1986) — автор воспоминаний о царской семье
        - Константин Константинович Мельник-Боткин (1927—2014) — французский политолог и писатель.

    - Пётр Сергеевич (ок. 1865—1937) — русский дипломат.
    - Боткин, Александр Сергеевич (1866—1936) — морской офицер, изобретатель[3]. Был женат на Марии Павловне Третьяковой (1875—1952), дочери П. М. Третьякова.

  - Михаил Петрович (1839—1914) — живописец, автор картин религиозного содержания и гравер, написал книгу о художнике А. А. Иванове.
  - Владимир Петрович (?) х Анна Ефимовна Гучкова
    - Фёдор Владимирович (1861—1905) — художник, один из представителей русского символизма.

## Описание герба
В червлёном щите две косвенно накрест серебряные грамоты с золотыми печатями. В серебряной главе щита три червленых чайных цветка в ряд.
На щите дворянский коронованный шлем. Нашлемник: золотой, встающий вправо барс, с червлеными глазами и языком. Намёт на щите червлёный, подложенный серебром. Девиз «ВЕРОЮ, ВЕРНОСТЬЮ, ТРУДОМ» серебряными буквами на червленой ленте. Герб рода дворян Боткиных внесен в Часть 20 Общего гербовника дворянских родов Всероссийской империи, стр. 124.
Потомственное дворянство получил Сергей Дмитриевич Боткин 14 апреля 1916 года по полученному им чину действительного статского советника.